# Kostel Nanebevzetí Panny Marie (Podolínec)
Kostel Nanebevzetí Panny Marie je římskokatolický farní kostel nalézající se v centrální části náměstí slovenského města Podolínec na Spiši.

## Historie
První zmínka o kostele v Podolinci pochází z první poloviny 13. století. Papež Řehoř IX. v dopise z Perugie z roku 1235 pověřil církevní úřady v Hnězdně a Vratislavi, aby prověřily oprávněnost stížnosti krakovského biskupa na uherské duchovní, kteří údajně neoprávněně zabavili desátky z kostela Panny Marie v Podolinci a dalších sousedních kostelů. Polští historici mimo jiné na základě této informace předpokládají, že farní kostel v Podolínci patřil v té době krakovské diecézi.
Kostel, který mohl být původně dřevěný, byl pravděpodobně zničen Tatary pod vedením Nogaje, kteří do zdejší oblasti vtrhli na přelomu let 1287 a 1288. Krátce poté, co Podolínec získal městská práva (v roce 1292), začala stavba nového kostela. Dne 29. března 1298 udělil papež Bonifác VIII. odpustky těm, kteří pomohou nový kostel Panny Marie v Podolínci postavit.

## Popis
Kostel je kamenný, s polygonálně uzavřeným presbytářem, s věží v průčelí. Původně byl jednolodní, později rozšířený přístavbou dvou bočních kaplí, které se do interiéru otevírají arkádou. Ve druhé polovině 14. století byl kostel přestavěn a zaklenut žebrovými klenbami. Znovu byl přestavěn po požáru v roce 1684 a poté v 18. století, kdy získal barokní výzdobu. V témže století byly přistavěny dvě výše zmíněné kaple. Fasáda dostala klasicistní podobu při opravách po zemětřesení v roce 1789. Věž, zakončená plechem krytou cibulovitou bání s lucernou, má v nejvyšším patře obvodovou verandu s železným zábradlím. Sakristie, původně gotická, je zaklenuta křížovou klenbou.
V interiéru se dochovala řada gotických prvků, jako jsou žebrové klenby, portály, kamenné pastoforium a v kněžišti polychromované malby z let 1380-1430 s biblickými motivy. V medailonech na klenbě jsou postavy světců ve stylizaci částečně připomínající byzantskou ikonografii. V zazděných oknech kněžiště se dochovaly zbytky gotických oken. Původní středověké křídlové oltáře byly v 17. století vyvezeny do Polska. Jeden z nich skončil v hradní kapli v nedalekém Plavči, kde shořel.
Současná úprava interiéru je převážně barokní. Vybavení se pohybuje od gotického po empírové z počátku 19. století (svícny). K nejstarším dochovaným prvkům patří gotická křtitelnice z druhé poloviny 14. století, měděná, o průměru 63 cm, s bohatou výzdobou, vyrobená ve Spišské Nové Vsi. Dále se dochoval pozdně gotický pacifikál a pozdně gotický krucifix z počátku 16. století s postavou Krista, vysoký 70 cm a polychromovaný. Druhý, větší (190 cm) krucifix s Kristem obklopeným andělskými hlavičkami pochází z poloviny 17. století.
Barokní hlavní oltářní obraz pochází z první čtvrtiny 18. století. Před jeho střední částí mezi vinutými pilíři stojí 140 cm vysoká dřevěná polychromovaná gotická socha Madony z doby kolem roku 1360, po jejíchž stranách jsou sochy svatého Jana Křtitele a svatého Jana Evangelisty. Nad ní je basreliéf Panny Marie adorované dvěma anděly a nahoře vyobrazení Nejsvětější Trojice. Na antependiu je reliéf Nanebevzetí Panny Marie.
Boční oltář svaté Kateřiny je barokní z první poloviny 18. století. Uprostřed kopie gotické sochy svaté Kateřiny (originál v Szépmuveszeti múzeu v Budapešti). Nad ní sochy zobrazující mimo jiné svatého Jana Nepomuckého a svatou Barboru. Na antependiu je basreliéf Kristus na kříži se znakem ševcovského cechu.
Boční oltář svatého Mikuláše je rovněž barokní, uprostřed má sochu svatého Mikuláše obklopeného dvěma dalšími biskupy. V horní části se nachází svatý Antonín. Na antependiu jsou mimo jiné vyobrazení svatého Jana Křtitele, svatého Jiřího a svaté Barbory a znak krejčovského cechu.

## Galerie

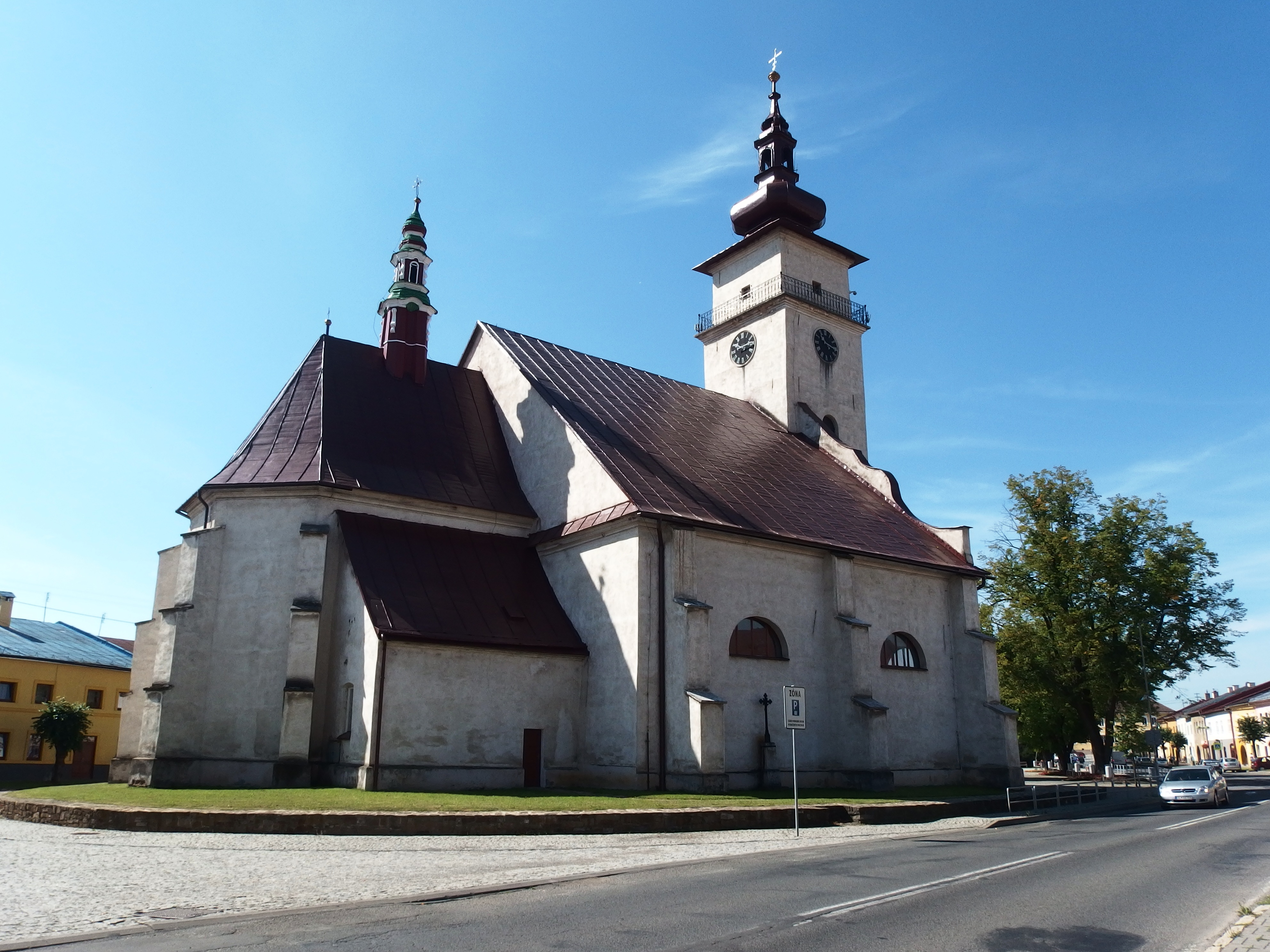
Kostel Nanebevzetí Panny Marie v Podolínci
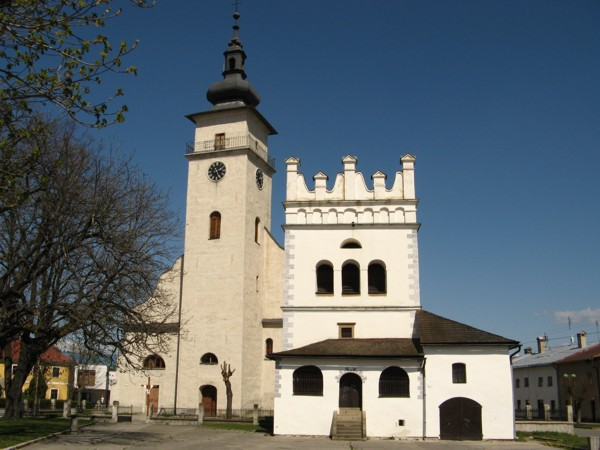
Kostel Nanebevzetí Panny Marie v Podolínci
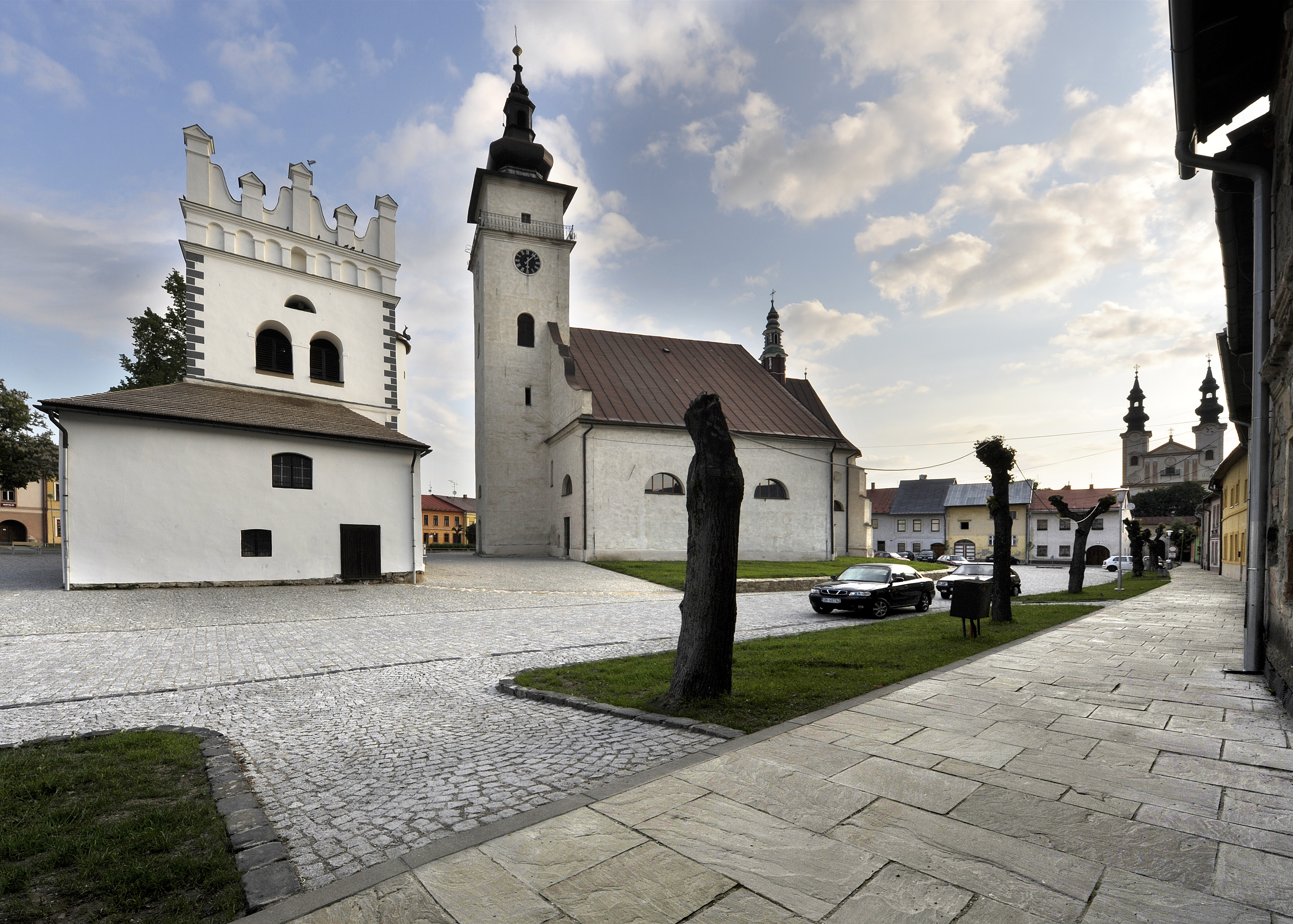
Kostel Nanebevzetí Panny Marie v Podolínci
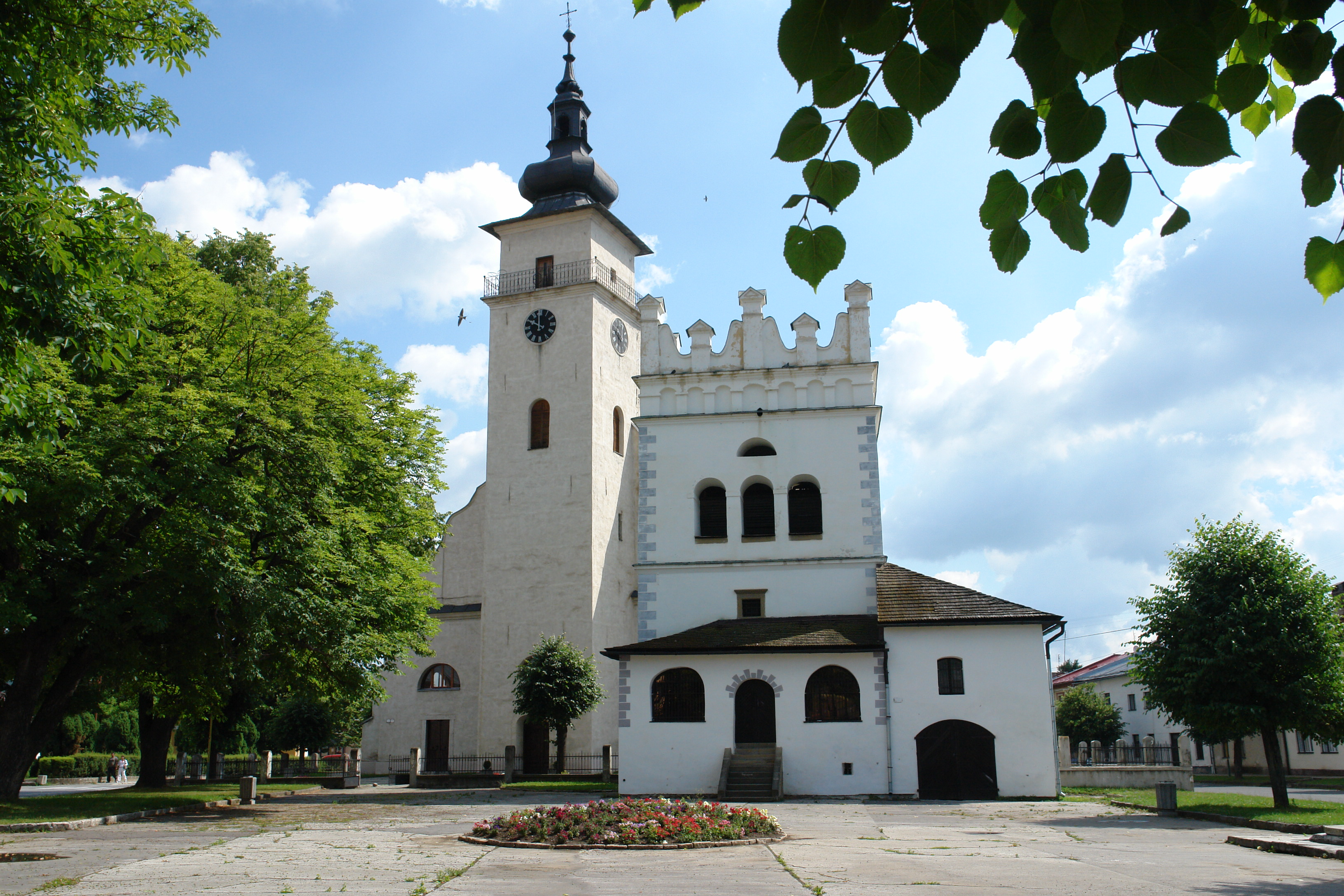
Kostel Nanebevzetí Panny Marie v Podolínci
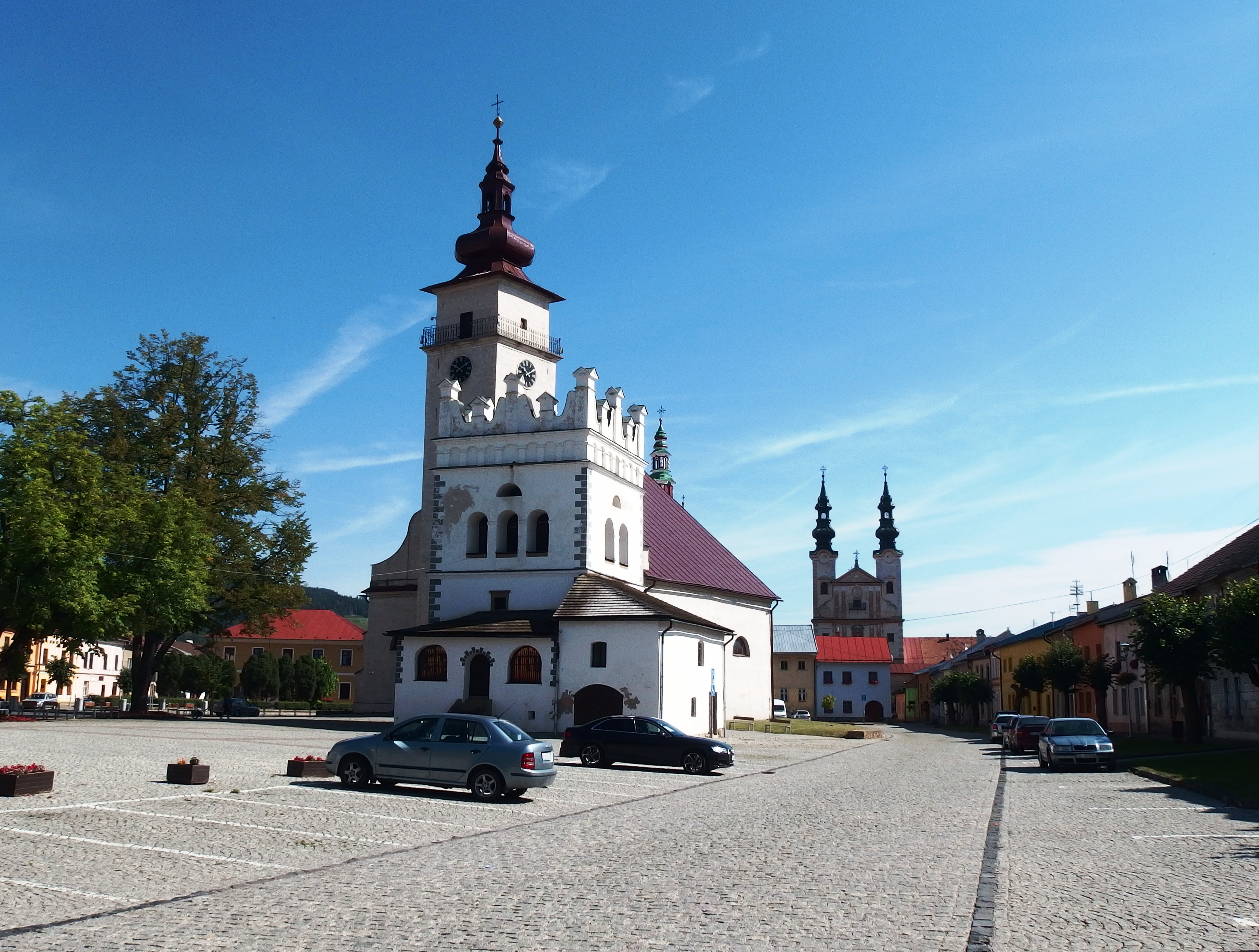
Kostel Nanebevzetí Panny Marie v Podolínci